# Universiteit van Vilnius
De Universiteit van Vilnius (Vilniaus universitetas) is de oudste universiteit van Litouwen.

## Geschiedenis
De instelling werd in 1579 gesticht door grootvorst Stefanus Báthory (1533-1586). Voorganger was een jezuïetencollege, dat in 1570 was gesticht, een jaar nadat de orde zich in Vilnius had gevestigd. De universiteitsbibliotheek van Vilnius, die teruggaat op die van dit college, is daarmee negen jaar ouder dan de universiteit zelf. De universiteit, de derde in het Pools-Litouwse Gemenebest, werd al snel een belangrijk wetenschappelijk en cultureel centrum en tevens een bolwerk van de contrareformatie. De universiteit bleef tot 1773 in handen van de jezuïeten: na de ontbinding van de orde werd de instelling geseculariseerd.
Bij de derde Poolse deling kwam Vilnius, en daarmee de instelling — die sinds 1782 geen academia meer heette, maar schola princeps — in Russische handen. In 1803 kreeg ze de status van keizerlijke universiteit (imperatoria universitas), maar in 1832 volgde sluiting, op last van tsaar Nicolaas I.
In 1919 werd de universiteit heropgericht, ditmaal als Poolstalige instelling en onder de naam van de oprichter: Stefanus Báthory-universiteit (Uniwersytet im. Stefana Batorego). De Litouwers, die de stad Vilnius eveneens claimden, stichtten in Kaunas een concurrerende universiteit, die zich eveneens als de opvolger van de oude universiteit van Vilnius beschouwde.
In de Sovjettijd, waarin Vilnius de hoofdstad was van de Litouwse SSR, droeg de universiteit van 1955 tot 1990 de naam van de Litouwse bolsjewiek Vincas Mickevičius-Kapsukas (1880-1935).
Sinds 1964 is een van de twaalf faculteiten van de Universiteit van Vilnius in Kaunas gevestigd.

## Faculteiten
De universiteit telt twaalf faculteiten:
1. Faculteit Communicatie
2. Faculteit Scheikunde
3. Faculteit Economie
4. Faculteit Geesteswetenschappen te Kaunas
5. Faculteit Geschiedenis
6. Faculteit Filosofie
7. Faculteit Filologie
8. Faculteit Geneeskunde
9. Faculteit Natuurkunde
10. Faculteit Natuurwetenschap
11. Faculteit Rechtsgeleerdheid
12. Faculteit Wiskunde en Informatica

 België - Universiteit Antwerpen ·
 Tsjechië - Masaryk-universiteit ·
 Denemarken - Universiteit van Aarhus ·
 Spanje - Complutense-universiteit van Madrid ·
 Finland - Universiteit van Helsinki ·
 Frankrijk - Université de Lille · Universiteit van Straatsburg ·
 Duitsland - Ruhr-universiteit van Bochum · Universiteit Leipzig ·
 Estland - Universiteit van Tartu ·
 Griekenland - Aristoteles-universiteit van Thessaloniki ·
 Hongarije - Eötvös Loránd Tudományegyetem ·
 IJsland - Háskóli Íslands ·
 Ierland - University College Cork ·
 Italië - Università di Bologna ·
 Letland - Latvijas Universitāte ·
 Litouwen - Universiteit van Vilnius ·
 Malta - Universiteit van Malta ·
 Nederland - Hogeschool voor de Kunsten Utrecht · Universiteit Utrecht ·
 Noorwegen - Universiteit van Bergen ·
 Oostenrijk - Universiteit van Graz ·
 Polen - Jagiellonische Universiteit ·
 Portugal - Universiteit van Coimbra ·
 Roemenië - Alexander Jan Cuza-universiteit van Iași ·
 Slowakije - Comeniusuniversiteit Bratislava ·
 Slovenië - Universiteit van Ljubljana ·
 Turkije - Boğaziçi Universiteit ·
 Verenigd Koninkrijk - Queens University Belfast · Universiteit van Hull ·
 Zwitserland - Universität Basel